# Spoorlijn St. Pancras - Broek op Langedijk
Spoorlijn St. Pancras - Broek op Langedijk is een voormalige, bijna twee kilometer lange spoorlijn tussen Sint Pancras en Broek op Langedijk die werd geopend op 2 mei 1907. Op 15 mei 1926 werd de lijn gesloten voor personenvervoer.
De lijn is gebouwd ten behoeve van de afvoer van voornamelijk wittekool die in de regio veel werd geteeld. De handel van de kool vond plaats in de Broeker veiling.
In Sint Pancras sloot de lijn aan op Staatslijn K iets ten westen van de hefbrug. Een groot deel van het traject liep over de Dijk. Deze dorpsstraat van Broek op Langedijk was eigenlijk te nauw voor de combinatie met een spoorweg. Het eindpunt was naast het Zuiderdel, een klein meertje in het vaargebied. Later is bij het eindstation de fabriek voor aardappelchips van Smiths gebouwd. Tijdens de ruilverkaveling begin jaren zeventig is de spoorlijn afgebroken.